# Romina Bell
Romina Bell (* 14. Mai 1993 in Tulln, Niederösterreich) ist eine österreichische Fußballspielerin.

## Karriere

### Vereine

#### Jugend
Bell startete ihre Karriere am 8. Mai 2000 mit dem SV Stockerau. Nach nur 14 Monaten verließ sie Stockerau und schloss sich der F-Jugend des SV Spillern an. Nach siebeneinhalb Jahren wechselte sie in die B-Jugend des Bundesliga Vereins SV Neulengbach. Von 2007 bis 2011 gehörte sie der Fußballakademie St. Pölten an.

#### Profikarriere
Im Sommer 2010 wurde sie in das Bundesligateam des SV Neulengbach befördert und gab am 8. August 2010 ihr Bundesliga-Debüt.
Am 27. Juli 2012 verließ sie Österreich und wechselte in die USA an das American International College in Springfield, Tennessee, wo sie für das Springfield Yellowjackets Women Soccer Team spielte. Dort war sie in allen 19 Partien des Spieljahres 2012 im Einsatz, in denen die Defensivakteurin zwei Treffer erzielte. Während ihrer Zeit in den Vereinigten Staaten wurde sie ins Third-Team Northeast-10 All-Conference und in die Northeast-10 All-Rookie Selection gewählt; zudem stand sie auf der Ehrenliste des Northeast-10 Fall Commissioner’s
Am 22. Dezember 2012 gab sie ihre Rückkehr zum SV Neulengbach bekannt, blieb dann aber doch noch für das Spieljahr 2013 in den USA. In diesem Jahr war Romina Bell bereits in 23 Ligapartien im Einsatz, bei den sie ein Tor erzielte und weitere drei für ihre Teamkolleginnen vorbereitete. Außerdem wurde sie am Ende des Spieljahres 2013 ins NE-10 All-Conference Second-Team gewählt.

### Nationalmannschaft
Seit 2010 gehört Bell zum Kreis der österreichischen Fußballnationalmannschaft der Frauen und gab ihr A-Länderspieldebüt am 9. Juni 2010 in der EM-Qualifikation gegen die Maltesische Fußballnationalmannschaft der Frauen. Zuvor spielte sie 16 Länderspiele für die U-19 und fünf für die U-17 Österreichs.

## Privates
Bell machte 2012 ihre Matura an der Bundesoberstufenrealgymnasium für Leistungssportler in St. Pölten, bevor sie im Sommer des gleichen Jahres an das American International College auf dem Springfield High School Campus ging, um Pädagogik zu studieren.